# شبنم فراح
شـبنم فراح (به ترکی استانبولی: Şebnem Ferah) ‏ (۱۲ آوریل ۱۹۷۲ در یالووا ترکیه)، خواننده و ترانه‌سرای سبک راک ترک است.

## زندگی
شبنم فراح در ۱۲ آوریل ۱۹۷۲ در یالووا از پدر و مادری مقدونیه‌ای زاده شد.
او نخستین آموزش موسیقی را از پدرش که آموزگار بود آموخت و نخستین گیتارش را در سال نخست دبیرستان بورسا نامیک سوزری دریافت کرد و دورهٔ گیتار اکوستیک را گذراند.
در سال دوم به کمک پدرش یک استودیو کرایه کرد واولین گروهش را با نام پگاسوس پدید آورد. پگاسوس نخستین تجربه‌اش را در جشنوارهٔ راک بورسا در سال ۱۹۸۲ به دست‌آورد.

## دیسکوگرافی
| سال  | انتشار    | آلبوم                                                                 | آهنگ‌ها |
| ---- | --------- | --------------------------------------------------------------------- | --- |
| ٢٠١٣ | ٩ می      | Od آتش                                                                | 1. Kalbim Mezar(قلبم مزار است) 2. Birileri Var (یکی هست) 3. Od (آتش) 4. Savaş Boyası (رنگ جنگ) 5. Bin Yıldır (هزار ساله) 6. Ya Hep Ya Hiç (یا همه یا هیچ) 7. Utangaç (خجالتی) 8. Yarım (نیمه) 9. Girdap (گرداب) 10. Çok Yorgunum (خیلی خسته ام) |
| ۲۰۰۹ | ۱۶ دسامبر | Benim Adım Orman نام من جنگل است                                      | 1. Merhaba (سلام) 2. Benim Adım Orman (نام من جنگل است) 3. Yalnız (تنها) 4. İstiklal Caddesi Kadar (تا جاده استقلال) 5. Eski (قدیمی) 6. Mahalle (محله) 7. Ateşe Yakın (نزدیک آتش) 8. Serapmış (سراب بود) 9. İnsanlık (انسانیت) 10. Bazı Aşklar (بعضی عشق‌ها) 11. Uçurtma (بادبادک) 12. Eski 2 (قدیمی ۲) |
| ۲۰۰۷ | ۷ سپتامبر | 10 Mart 2007 İstanbul Konseri دی وی دی کنسرت ۱۰ مارس ۲۰۰۷ در استانبول | 1. Intro 2. Okyanus (اقیانوس) 3. Can Kırıkları (تکه‌های جان) 4. Çakıl Taşları (قلوه‌سنگ‌ها) 5. Delgeç (منگنه) 6. Ay (ماه) 7. Ben Şarkımı Söylerken (مادامی که من ترانه‌هایم را می‌خوانم) 8. Babam, Oğlum (پدرم، فرزندم) 9. Mayın Tarlası (میدان مین) 10. İyi - Kötü (Dans Pisti) (خوب - بد (تالار رقص)) 11. Sigara (سیگار) 12. Dünya (دنیا) 13. Bugün (امروز) 14. Sil Baştan (شروع دوباره) 15. Oyunun Sonu (پایان بازی) 16. Yağmurlar (باران‌ها) 17. Deli Kızım Uyan (بیدار شو دختر دیوانهٔ من) 18. Yeniden Doğup Gelsem (اگر دوباره زاده شوم) 19. Ben Bir Mülteciyim (من یک آواره هستم) 20. Fırtına (توفان) 21. Hoşçakal (خدانگهدار) 22. Vazgeçtim Dünyadan (از دنیا دست‌کشیدم) 23. Bu Aşk Fazla Sana (این عشق برایت زیاد است) 24. Outro |
| ۲۰۰۵ | ۲۱ ژوئن   | Can Kırıkları تکه‌های جان                                              | 1. Okyanus (اقیانوس) 2. Can Kırıkları (تکه های جان) 3. Bir Kalp Kırıldığında (وقتی قلبی می‌شکند) 4. Delgeç (منگنه) 5. Geçmişe Yolculuk (سفر به گذشته) 6. Ben Bir Mülteciyim (Güç) (من یک آواره‌ام [قدرت]) 7. Sana Bilmediğin Bir Şey Söyleyemem (چیزی که خودت ندانی نمی‌گویم) 8. Çakıl Taşları (قلوه‌سنگ‌ها) 9. Zaman Geçip Gidiyor (زمان می‌گذرد) 10. Hoşçakal (خدانگهدار) |
| ۲۰۰۳ | ۲۴ آوریل  | Kelimeler Yetse اگر کلمه‌ها کافی باشند...                              | 1. İyi - Kötü [Dans Pisti] (خوب - بد [Dance Floor]) 2. Babam Oğlum (پدرم پسرم) 3. Ben Şarkımı Söylerken (وقتی که من آوازم را می خوانم) 4. Senin Adın Ne (اسمت چیست) 5. Gözlerimin Etrafındaki Çizgiler (خطوط اطراف چشمم) 6. Çocukken Sahip Olduğum Kırmızı Rugan Ayakkabılar (کفش‌های چرمی قرمزی که در دوران کودکی داشتم) 7. Mayın Tarlası (میدان مین) 8. Gözyaşlarımızın Tadı Aynı (طعم اشک‌هایمان یکی‌ست) 9. Daha İyi Olmaz Mıydı (بهتر نمی‌شد؟) 10. Her Şey İnsanlar İçin (همه‌چیز برای انسان‌هاست) |
| ۲۰۰۱ | ۱۸ اکتبر  | Perdeler پرده‌ها                                                       | 1. Sigara (سیگار) 2. Aşk (عشق) 3. Sil Baştan (از اول) 4. Nereye Kadar (تا کی) 5. Perdeler (پرده‌ها) 6. Günaydın Sevgilim (صبح‌بخیر عزیزم) 7. Dünya (دنیا) 8. Saatim Çalmadan (قبل از زنگ ساعتم) 9. Korkarak Yaşıyorsan (اگر با ترس زندگی می‌کنی) 10. Perdeler [featuring آپوکالیپتیکا] (پرده‌ها) 11. Yemen Türküsü [Hidden Track] (تصنیف یمن) |
| ۱۹۹۹ | ۶ ژوئیه   | Artık Kısa Cümleler Kuruyorum دیگر جمله‌های کوتاه درست می‌کنم           | 1. Oyunlar (بازی‌ها) 2. Ay (ماه) 3. Bugün (امروز) 4. Kalbim (قلبم) 5. Herkes Bilsin İstedim (خواستم همه بدانند) 6. Oyunun Sonu (پایان بازی) 7. Üvey (ناتنی) 8. Nefessiz Kaldım (بی‌نفس ماندم) 9. Yorgun (خسته) 10. Artık Kısa Cümleler Kuruyorum (دیگر جمله‌های کوتاه درست می‌کنم) 11. Bugün [Enstrümantal] (امروز [بدون کلام]) |
| ۱۹۹۶ | ۲۳ نوامبر | Kadın زن                                                              | 1. Vazgeçtim Dünyadan (از دنیا دست‌کشیدم) 2. Deli Kızım Uyan (دختر دیوانه‌ام بیدار شو) 3. İyi Gün Dostlarım (دوستان روزهای خوبم) 4. Bu Aşk Fazla Sana (این عشق برایت زیاد است) 5. Bırak Kadının Olayım (بگذار زنت شوم) 6. Fırtına (طوفان) 7. Yağmurlar (باران‌ها) 8. Yeniden Doğup Gelsem (اگر دوباره زاده شوم) 9. Durma (نایست) 10. Buradan Göçerken (While Departing) 11. Yağmurlar [Enstrümantal] (باران‌ها [بدون کلام]) |